# Iosif Vulcan Emlékmúzeum
A nagyváradi Iosif Vulcan Emlékmúzeum műemléki épületben működő múzeum Romániában, Bihar megyében. Szervezetileg a Körösvidéki Múzeum keretében működik. A romániai műemlékek jegyzékében a BH-IV-m-B-01257 sorszámon szerepel.

## Leírása
A Iosif Vulcan lakóházában korabeli bútorokkal berendezett múzeum az író életének relikviáit mutatja be.

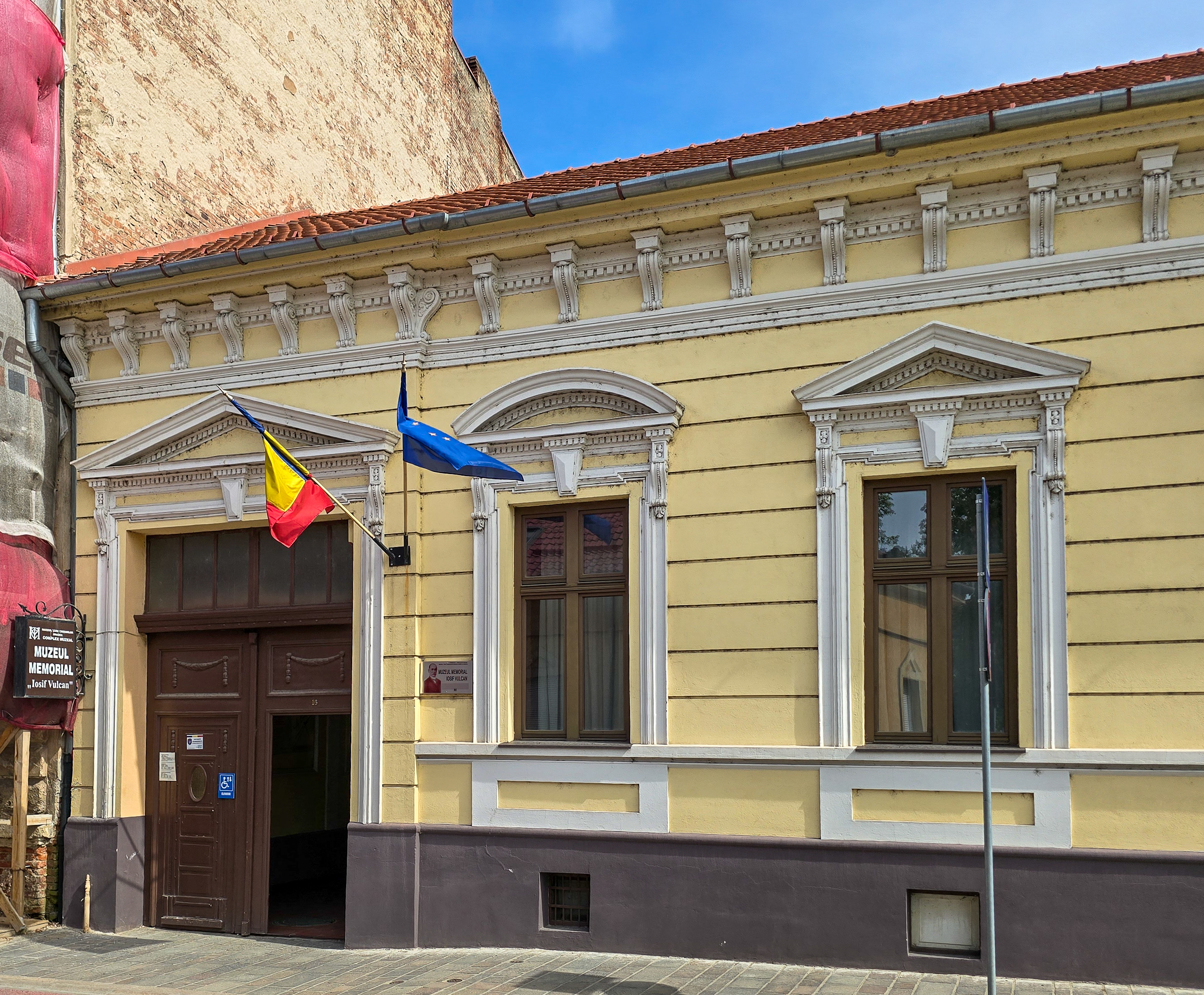
A múzeumbejárata
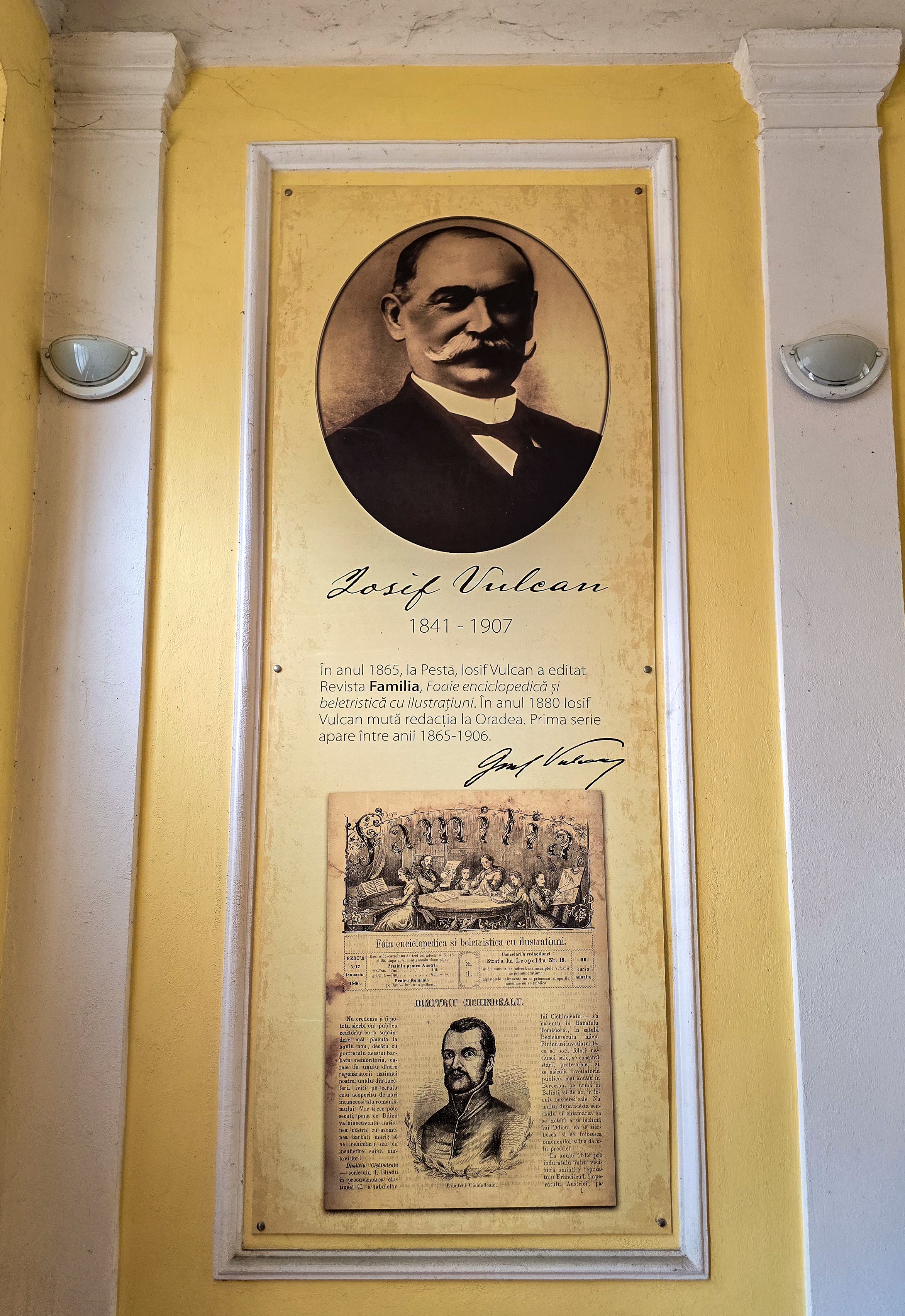
Emléktábla a kapu alatt